# ブリーダーズカップ・ターフ
ブリーダーズカップ・ターフ（Breeders' Cup Turf）は、1984年に創設されたアメリカ競馬の祭典であるブリーダーズカップ・ワールド・サラブレッド・チャンピオンシップで行われる3歳以上の芝12ハロンで行われる競走である。日本ではBCターフ（ビーシーターフ）と略されることが多い。

## 概要
アメリカ競馬の芝中長距離路線の1年を締め括る最高峰の競走で、その年のアメリカの芝の最強馬決定戦の位置付けをしている。またフランスの凱旋門賞やイギリスのキングジョージ6世&クイーンエリザベスステークス、ヨーロッパ各国のクラシック競走の好走馬も地理的にもそれほど遠くないため、多く参戦する。ただしBCクラシックのように世界の芝最強馬決定戦とはいかず、ヨーロッパ勢でこのレースを最大の目標に仕上げてきている馬自体は少ない。またジャパンカップなどの兼ね合いや出走登録料の問題もあり、シャフリヤールと出走当時に使用していた治療薬物（フロセミド）の都合上日本・ヨーロッパのレースに出走できない状況にあったトレイルブレイザー（詳細は同馬の項参照）以外、日本馬の出走は1頭もない。
ダートを主流とするアメリカでは素質のある馬はみなダート路線を歩み芝路線には実力の無い馬が集まってくることが多いため、欧州では多少実力が劣るとみなされている欧州の二流・三流馬がこの競走で米国馬相手に勝利または好走することも珍しくない。創設以来、この競走における米国馬の成績は多少向上してはいるものの、それでも依然として欧州馬優勢の傾向が続いている。
2011年より宝塚記念が日本の競走としては初めてブリーダーズカップ・チャレンジ競走に指定され、優勝馬にはブリーダーズカップ・ターフの優先出走権が与えられることとなった。また、出走登録料の免除と輸送費の補助も行われることとなった（ただし、「ブリーダーズカップ登録」と呼ばれる種牡馬登録は必要である）。
開催される競馬場は毎年変わるため一概には言えないが、欧州の競馬場に比べるとアメリカの競馬場は小回りで直線の短い競馬場が多いので、不器用な欧州馬は適応できない場合が多い。また創設当初から現在までサンタアニタパーク競馬場での開催が多いが、この競馬場では芝12ハロンのスタート地点がトラック外部に突き出たポケットにあるため（通称ヒルサイドターフコース）、発走から2～3ハロンのところでダート（一時期はオールウェザー）コースを横切ることになっている。

## 歴史
- 1984年 創設
- 1999年 ワールドシリーズ・レーシング・チャンピオンシップに参加
- 2003年
  - ハイシャパラル（High Chaparral）が史上初の連覇
  - ブリーダーズカップ史上初、ハイシャパラル（High Chaparral）とジョハー（Johar）が同着優勝
- 2009年 コンデュイット（Conduit）が史上2頭目の連覇

## 開催競馬場
| 回数   | 開催競馬場                   | 施行距離 |
| ------ | ---------------------------- | -------- |
| 第1回  | ハリウッドパーク競馬場       | 芝12f    |
| 第2回  | アケダクト競馬場             | 芝12f    |
| 第3回  | サンタアニタパーク競馬場     | 芝12f    |
| 第4回  | ハリウッドパーク競馬場       | 芝12f    |
| 第5回  | チャーチルダウンズ競馬場     | 芝12f    |
| 第6回  | ガルフストリームパーク競馬場 | 芝12f    |
| 第7回  | ベルモントパーク競馬場       | 芝12f    |
| 第8回  | チャーチルダウンズ競馬場     | 芝12f    |
| 第9回  | ガルフストリームパーク競馬場 | 芝12f    |
| 第10回 | サンタアニタパーク競馬場     | 芝12f    |
| 第11回 | チャーチルダウンズ競馬場     | 芝12f    |
| 第12回 | ベルモントパーク競馬場       | 芝12f    |
| 第13回 | ウッドバイン競馬場           | 芝12f    |
| 第14回 | ハリウッドパーク競馬場       | 芝12f    |
| 第15回 | チャーチルダウンズ競馬場     | 芝12f    |
| 第16回 | ガルフストリームパーク競馬場 | 芝12f    |
| 第17回 | チャーチルダウンズ競馬場     | 芝12f    |
| 第18回 | ベルモントパーク競馬場       | 芝12f    |
| 第19回 | アーリントンパーク競馬場     | 芝12f    |
| 第20回 | サンタアニタパーク競馬場     | 芝12f    |
| 第21回 | ローンスターパーク競馬場     | 芝12f    |
| 第22回 | ベルモントパーク競馬場       | 芝12f    |
| 第23回 | チャーチルダウンズ競馬場     | 芝12f    |
| 第24回 | モンマスパーク競馬場         | 芝12f    |
| 第25回 | サンタアニタパーク競馬場     | 芝12f    |
| 第26回 | サンタアニタパーク競馬場     | 芝12f    |
| 第27回 | チャーチルダウンズ競馬場     | 芝12f    |
| 第28回 | チャーチルダウンズ競馬場     | 芝12f    |
| 第29回 | サンタアニタパーク競馬場     | 芝12f    |
| 第30回 | サンタアニタパーク競馬場     | 芝12f    |
| 第31回 | サンタアニタパーク競馬場     | 芝12f    |
| 第32回 | キーンランド競馬場           | 芝12f    |
| 第33回 | サンタアニタパーク競馬場     | 芝12f    |
| 第34回 | デルマー競馬場               | 芝12f    |
| 第35回 | チャーチルダウンズ競馬場     | 芝12f    |
| 第36回 | サンタアニタパーク競馬場     | 芝12f    |
| 第37回 | キーンランド競馬場           | 芝12f    |
| 第38回 | デルマー競馬場               | 芝12f    |
| 第39回 | キーンランド競馬場           | 芝12f    |
| 第40回 | サンタアニタパーク競馬場     | 芝12f    |
| 第41回 | デルマー競馬場               | 芝12f    |
| 第42回 | デルマー競馬場               | 芝12f    |

## 歴代優勝馬
| 回数   | 施行日         | 調教国・優勝馬       | 日本語読み               | 性齢 | タイム   | 優勝騎手            | 管理調教師                |
| ------ | -------------- | -------------------- | ------------------------ | ---- | -------- | ------------------- | ------------------------- |
| 第1回  | 1984年11月10日 | Lashkari             | ラシュカリ               | 牡3  | 2:25 1/5 | Y.サンマルタン      | A.ドロワイエデュプレ      |
| 第2回  | 1985年11月2日  | Pebbles              | ペブルス                 | 牝4  | 2:27 0/5 | P.エデリー          | C.ブリテン                |
| 第3回  | 1986年11月1日  | Manila               | マニラ                   | 牡3  | 2:25 2/5 | J.サントス          | L.ジョリー                |
| 第4回  | 1987年11月21日 | Theatrical           | シアトリカル             | 牡5  | 2:24 2/5 | P.デイ              | W.モット                  |
| 第5回  | 1988年11月5日  | Great Communicator   | グレートコミュニケーター | 騸5  | 2:35 1/5 | R.シビル            | T.アッケル                |
| 第6回  | 1989年11月4日  | Prized               | プライズド               | 牡3  | 2:28 0/5 | E.デラフーセイ      | N.ドライスデール          |
| 第7回  | 1990年10月27日 | In the Wings         | インザウイングス         | 牡4  | 2:29 3/5 | G.スティーヴンス    | A.ファーブル              |
| 第8回  | 1991年11月2日  | Miss Alleged         | ミスアレッジド           | 牝4  | 2:30.95  | E.ルグリ            | P.バリー                  |
| 第9回  | 1992年10月31日 | Fraise               | フレイズ                 | 牡4  | 2:24.08  | P.ヴァレンズエラ    | W.モット                  |
| 第10回 | 1993年11月6日  | Kotashaan            | コタシャーン             | 牡5  | 2:25.16  | K.デザーモ          | R.マンデラ                |
| 第11回 | 1994年11月5日  | Tikkanen             | ティッカネン             | 牡3  | 2:26.50  | M.スミス            | J.ピース                  |
| 第12回 | 1995年10月28日 | Northern Spur        | ノーザンスパー           | 牡4  | 2:42.07  | C.マッキャロン      | R.マッカナリー            |
| 第13回 | 1996年10月26日 | Pilsudski            | ピルサドスキー           | 牡4  | 2:30.20  | W.スウィンバーン    | M.スタウト                |
| 第14回 | 1997年11月8日  | Chief Bearhart       | チーフベアハート         | 牡4  | 2:23.92  | J.サントス          | M.フロスタッド            |
| 第15回 | 1998年11月7日  | Buck's Boy           | バックスボーイ           | 騸5  | 2:28.74  | S.セラーズ          | P.ヒッキー                |
| 第16回 | 1999年11月6日  | Daylami              | デイラミ                 | 牡5  | 2:24.73  | L.デットーリ        | S.スルール                |
| 第17回 | 2000年11月4日  | Kalanisi             | カラニシ                 | 牡4  | 2:26.96  | J.ムルタ            | M.スタウト                |
| 第18回 | 2001年10月27日 | Fantastic Light      | ファンタスティックライト | 牡5  | 2:24.36  | L.デットーリ        | M.スタウト                |
| 第19回 | 2002年10月26日 | High Chaparral       | ハイシャパラル           | 牡3  | 2:30.14  | M.キネーン          | A.オブライエン            |
| 第20回 | 2003年10月25日 | High Chaparral Johar | ハイシャパラル ジョハー  | 牡4  | 2:24.24  | M.キネーン A.ソリス | A.オブライエン R.マンデラ |
| 第21回 | 2004年10月30日 | Better Talk Now      | ベタートークナウ         | 騸5  | 2:29.70  | R.ドミンゲス        | H.モーション              |
| 第22回 | 2005年10月29日 | Shirocco             | シロッコ                 | 牡4  | 2:29.30  | C.スミヨン          | A.ファーブル              |
| 第23回 | 2006年11月4日  | Red Rocks            | レッドロックス           | 牡3  | 2:27.32  | L.デットーリ        | B.ミーハン                |
| 第24回 | 2007年10月27日 | English Channnel     | イングリッシュチャンネル | 牡5  | 2:36.96  | J.ヴェラスケス      | T.プレッチャー            |
| 第25回 | 2008年10月25日 | Conduit              | コンデュイット           | 牡3  | 2:23.42  | R.ムーア            | M.スタウト                |
| 第26回 | 2009年11月7日  | Conduit              | コンデュイット           | 牡4  | 2:23.75  | R.ムーア            | M.スタウト                |
| 第27回 | 2010年11月6日  | Dangerous Midge      | デンジャラスミッジ       | 牡4  | 2:29.40  | L.デットーリ        | B.ミーハン                |
| 第28回 | 2011年11月5日  | St Nicholas Abbey    | セントニコラスアビー     | 牡4  | 2:28.85  | J.オブライエン      | A.オブライエン            |
| 第29回 | 2012年11月3日  | Little Mike          | リトルマイク             | 騸5  | 2:22.83  | R.ドミンゲス        | D.ローマンズ              |
| 第30回 | 2013年11月2日  | Magician             | マジシャン               | 牡3  | 2:23.23  | R.ムーア            | A.オブライエン            |
| 第31回 | 2014年11月1日  | Main Sequence        | メインシーケンス         | 騸5  | 2:24.91  | J.ヴェラスケス      | H.モーション              |
| 第32回 | 2015年10月31日 | Found                | ファウンド               | 牝3  | 2:32.06  | R.ムーア            | A.オブライエン            |
| 第33回 | 2016年11月5日  | Highland Reel        | ハイランドリール         | 牡4  | 2:23.00  | S.へファナン        | A.オブライエン            |
| 第34回 | 2017年11月4日  | Talismanic           | タリスマニック           | 牡4  | 2:26.19  | M.バルザローナ      | A.ファーブル              |
| 第35回 | 2018年11月3日  | Enable               | エネイブル               | 牝4  | 2:32.65  | L.デットーリ        | J.ゴスデン                |
| 第36回 | 2019年11月2日  | Bricks and Mortar    | ブリックスアンドモルタル | 牡5  | 2:24.73  | I.オルティスJr.     | C.ブラウン                |
| 第37回 | 2020年11月7日  | Tarnawa              | タルナワ                 | 牝4  | 2:28.02  | C.キーン            | D.ウェルド                |
| 第38回 | 2021年11月6日  | Yibir                | ユビアー                 | 騸3  | 2:25.90  | W.ビュイック        | C.アップルビー            |
| 第39回 | 2022年11月5日  | Rebel's Romance      | レベルスロマンス         | 騸4  | 2:26.35  | J.ドイル            | C.アップルビー            |
| 第40回 | 2023年11月4日  | Auguste Rodin        | オーギュストロダン       | 牡3  | 2:24.30  | R.ムーア            | A.オブライエン            |
| 第41回 | 2024年11月2日  | Rebel's Romance      | レベルスロマンス         | 騸6  | 2:26.07  | W.ビュイック        | C.アップルビー            |